# 1037
El 1037 (MXXXVII) fou un any comú començat en dissabte del calendari julià.

## Esdeveniments
- Ferran I esdevé rei de Castella i Lleó

## Necrològiques
- 30 d'agost, Tamarón: Beremund III de Lleó. Rei de Lleó.
- Avicena, filòsof i poeta àrab